# 엔올레이스
엔올레이스(영어: enolase) 또는 포스포피루브산 수화효소(영어: phosphopyruvate hydratase) (EC 4.2.1.11)는 해당과정의 9번째 단계를 촉매하며, 2-포스포글리세르산을 포스포엔올피루브산으로 전환시키는 반응을 촉매하는 금속효소이다. 엔올레이스가 촉매하는 반응은 다음과 같다.
2-포스포글리세르산 ⇄ 포스포엔올피루브산 + H2O
엔올레이스는 분해효소 부류에 속하며, 특히 탄소-산소 결합을 분해하는 하이드로-분해효소에 속한다. 이 효소의 계통명은 2-포스포-D-글리세르산 하이드로-분해효소 (포스포엔올피루브산-형성)(영어: 2-phospho-D-glycerate hydro-lyase (phosphoenolpyruvate-forming))이다.
기질의 주변 농도에 따라 엔올레이스 반응은 가역적이다. 사람의 엔올레이스의 최적 pH는 6.5이다. 엔올레이스는 해당과정 또는 발효가 가능한 모든 생물에 존재한다. 엔올레이스는 1934년에 로만(Lohmann)과 오토 프리츠 마이어호프에 의해 발견되었으며, 이후 사람의 근육과 적혈구를 포함한 다양한 세포로부터 분리되었다. 사람에서 엔올레이스 결핍증은 유전성 용혈성 빈혈과 관련이 있는 반면, ENO3 결핍은 글리코젠 축적병 X형과 관련이 있다.

## 동질효소
사람에는 α, β, γ의 3가지 엔올레이스 소단위체가 있는데, 각각 별개의 유전자에 의해 암호화되어 있으며, 서로 조합되어 αα, αβ, αγ, ββ, γγ의 5가지의 서로 다른 동질효소를 형성한다. 이들 동질효소들 중 동종이량체 3가지(αα, ββ, γγ)는 다른 것들 보다 사람의 성인 세포에서 보다 일반적으로 발견된다.
- αα 또는 비뉴런 엔올레이스는 엔올레이스 1이라고도 한다. 엔올레이스 1은 간, 뇌, 콩팥, 지라, 지방 조직을 포함한 다양한 조직에서 발견된다. 엔올레이스 1은 모든 정상적인 사람 세포에 어느 정도 존재한다.
- ββ 또는 근육 특이적 엔올레이스는 엔올레이스 3이라고도 한다. 엔올레이스는 분포 장소가 근육으로 크게 제한되며, 근육에 매우 높은 수준으로 존재한다.
- γγ 또는 뉴런 특이적 엔올레이스는 엔올레이스 2라고도 한다. 엔올레이스 2는 뉴런 및 신경 조직에서 매우 높은 수준으로 발현되며, 총 가용성 단백질의 3%를 차지할 수 있다. 엔올레이스 2는 대부분의 포유류 세포에서 훨씬 낮은 수준으로 발현된다.

동일한 세포에 존재할 때, 상이한 동질효소들은 이종이량체(heterodimer)를 용이하게 형성한다.

## 구조
엔올레이스는 커다란 엔올레이스 슈퍼패밀리의 일원이다. 엔올레이스의 분자량은 동질효소의 종류에 따라 82,000-100,000 Da이다. 사람의 알파-엔올레이스에서, 2개의 소단위체는 배열 방향이 역평행이어서 한 소단위체의 Glu20이 Arg414와 이온 결합을 형성한다. 각각의 소단위체는 두 개의 별개의 도메인이 있다. 더 작은 N-말단 도메인은 3개의 α-나선 및 4개의 β-시트로 구성되어 있다. 더 큰 C 말단 도메인은 2개의 β-시트로 시작하고 이어서 2개의 α-나선으로 이어지며, β-시트가 α-나선으로 둘러싸이도록 배열된 β-시트와 α-나선이 번갈아가며 구성된 배럴로 끝난다. 효소의 조밀하고 구형인 구조는 이들 두 도메인 사이의 상당한 소수성 상호작용에 기인한다.
엔올레이스는 활성에 특히 중요한 활성 부위에 5개의 잔기를 가지고 있는 고도로 보존된 효소이다. 야생형의 엔올레이스와 비교했을 때, Glu168, Glu211, Lys345 또는 Lys396 잔기에서의 돌연변이는 엔올레이스의 활성 수준을 크게 감소시킨다. 또한, His159에 영향을 미치는 돌연변이는 원래 촉매 활성의 0.01%만 가지게 된다. 엔올레이스의 필수적인 부분은 활성 부위에서 2개의 Mg2+ 보조 인자이며, 이는 기질의 음전하를 안정화시키는 역할을 한다.
최근에 플리스미노젠과의 상호작용과 같은 몇몇 엔올레이스의 문라이팅(moonlighting) 기능은 효소의 촉매 루프 및 이들의 구조적 다양성에 관심을 불러 일으켰다.
- 역평행 방향에서 엔올레이스 이량체의 3D 구조. 이량체의 N-말단의 Glu20은 다른 이량체의 C-말단의 Arg414와 이온 결합을 형성하여 효소의 4차 구조를 안정화시킨다.
- C-말단 도메인 배럴 중간에 위치한 엔올레이스의 활성 부위. 적절한 촉매 기능을 위해 필수적인 2개의 Mg2+ 보조 인자와 5개의 고도로 보존된 잔기들인 His159, Glu168, Glu211, Lys345, Lys396이 기술되어 있다.

## 메커니즘

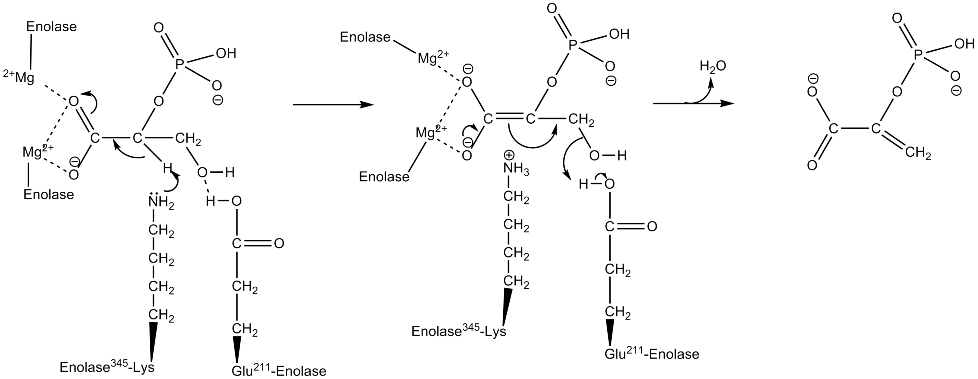
엔올레이스에 의해 2-포스포글리세르산이 포스포엔올피루브산으로 전환되는 메커니즘.

동위원소 탐침을 사용한 2-포스포글리세르산의 포스포엔올피루브산으로의 전환 반응의 전체적인 메커니즘은 카르보음이온 중간생성물을 포함하는 E1cB-제거 반응으로 제안된다. 다음의 자세한 메커니즘은 효소의 결정 구조 및 효소 반응 속도론에 대한 연구를 기반으로 한다. 기질인 2-포스포글리세르산이 α-엔올레이스에 결합할 때, 2-포스포글리세르산의 카복실기는 효소의 활성 부위에서 2개의 마그네슘 이온 보조 인자에 위치하게 된다. 이는 알파 수소의 산성도를 증가시켜면서 탈양성자화된 산소의 음전하를 안정화시킨다. 엔올레이스의 Lys345는 알파 수소를 탈양성자화시키고, 생성된 음전하는 카복실산 산소에 대한 공명 및 마그네슘 이온 보조 인자에 의해 안정화된다. 탄소 음이온 중간생성물의 생성에 이어 C3 상의 수산화물은 Glu211의 도움으로 물로 제거되고, 포스포엔올피루브산이 생성된다.
또한, 촉매 작용을 돕는 효소 내에서 입체구조의 변화가 일어난다. 사람의 α-엔올레이스에서, 기질을 2개의 촉매 마그네슘 이온, Gln167 및 Lys396과의 상호작용으로 인해 효소에 결합할 때 위치로 회전한다. 루프의 이동으로 인해 Ser36에서 His43으로, Ser158에서 Gly162로, Asp255에서 Asn256으로 이동하면 Ser39는 Mg2+와 조정하여 활성 부위를 폐쇄할 수 있다. 촉매 마그네슘 이온과의 배위에 더하여,  His159에 의한 포스포릴기의 양성자화 및 Arg374.에의 근접성으로 인해 기질의 알파 수소의 pKa가 낮아진다. Arg374는 또한 활성 부위의 Lys345가 탈양성자화되도록 하여, 메커니즘에서의 역할을 대비하기 위해 Lys345를 준비시킨다.

## 진단용
최근의 의료 실험에서, 특정 상태와 그 심각성을 진단하기 위해 엔올레이스의 농도가 샘플링되었다. 예를 들어, 뇌척수액에서 높은 농도의 엔올레이스는 시험된 다른 효소들(알돌레이스, 피루브산 키네이스, 크레아틴 키네이스 및 젖산 탈수소효소)보다 별아교세포종과 더 강한 상관관계가 있었다. 같은 연구에서 뇌척수액의 엔올레이스 수치가 가장 높은 환자에서 가장 빠른 종양 성장 속도가 나타났다. 최근 심근 경색 또는 뇌졸중 사고를 겪은 환자에서 증가된 수준의 엔올레이스가 확인되었다. 뇌척수액 뉴런-특이적 엔올레이스, 혈청 뉴런-특이적 엔올레이스 및 크레아틴 키네이스(BB형)의 수준은 심정지 희생자의 예후 평가를 나타내는 것으로 확인되었다. 다른 연구는 뇌혈관 사고 피해자의 뉴런-특이적 엔올레이스 수준의 예후 값에 중점을 두었다.
α-엔올레이스에 대한 자가항체는 하시모토 뇌병증이라고 불리는 희귀 증후군과 관련이 있다.

## 저해제
엔올레이스의 저분자 저해제는 효소의 촉매 메커니즘의 화학적 탐침(기질 유사체)로 합성되어 왔으며, 최근에는 암과 전염병의 잠재적 치료법으로 연구되고 있다. 대부분의 저해제는 금속 킬레이트 특성을 가지며, 마그네슘과의 상호작용으로 효소와 결합한다. 이들 중 가장 강력한 것은 포스포아세토하이드록사메이트이며, 이는 양성자화되지 않은 형태로 효소에 대한 pM 친화도를 갖는다. 포스포노아세토하이드록사메이트는 2-포스포글리세르산과 포스포엔올피루브산 사이에서 추정되는 촉매 중간생성물과 구조적으로 유사하다. 이 저해제는 항트리파노솜 약물로, 보다 최근에는 항암제로 구체적으로 1p36 종양 억제 유전자 좌위의 일부인 ENO1 유전자의 동형 접합 결실(합성치사)로 인한 엔올레이스 결핍인 교모세포종에서 이 저해제를 사용하려는 시도가 있었다. 특히 혐기성 조건에서 그람 양성 세균 및 그람 음성 세균에 대해 활성인 천연물인 포스폰산 항생제 SF2312 (CAS 107729-45-3)는 포스포노아세토하이드록사메이트(4za0)와 유사한 방식으로 결합하는 엔올레이스(4zcw)의 고효능 저해제이다. 알로스테릭 결합제인 ENOblock은 처음에 엔올레이스의 저해제로 설명되었지만, 실제로는 효소를 저해하지는 않고, 세포 외에서 엔올레이스의 효소 분석을 방해하는 것으로 나타났다. ENOblock은 전사 조절과 같은 해당과정 이외의 기능에 영향을 미치는 엔올레이스의 세포에서 위치를 바꾸는 것으로 밝혀졌다. 상업적 분석을 사용한 후속 분석은 또한 ENOblock이 생물학적 맥락, 예컨데 세포 및 동물 조직에서의 엔올레이스 활성을 저해할 수 있음을 나타냈다. 메틸글리옥살도 사람의 엔올레이스의 저해제로 기술되어 있다.
플루오린화물은 엔올레이스의 기질인 2-포스포글리세르산과 엔올레이스의 활성 부위를 두고 경쟁하는 것으로 알려져 있다. 플루오린화물은 마그네슘 및 인산과 복합체를 형성할 수 있으며, 이는 2-포스포글리세르산 대신에 엔올레이스의 활성 부위에 결합할 수 있다. 한 연구에 따르면 플루오린화물은 생체외에서 세균의 엔올레이스를 저해할 수 있다.

## 같이 보기
- 2-포스포글리세르산
- 포스포엔올피루브산
- 피루브산 키네이스

## 더 읽을거리
- Holt A, Wold F (December 1961). “The isolation and characterization of rabbit muscle enolase”. 《The Journal of Biological Chemistry》 236: 3227–31. PMID 13908561.
- Boyer, P.D., Lardy, H. and Myrback, K. (Eds.), The Enzymes, 2nd ed., vol. 5, Academic Press, New York, 1961, p. 471-494.
- Westhead EW, Mclain G (August 1964). “A purification of brewers' and bakers' yeast enolase yielding a single active component”. 《The Journal of Biological Chemistry》 239: 2464–8. PMID 14235523.